# Chuỗi núi ngầm Hawaii–Emperor
Chuỗi núi ngầm Hawaii–Emperor (tiếng Anh: Hawaiian-Emperor seamount chain) là một dãy các núi ngầm trong Thái Bình Dương và nhô khỏi mặt biển ở quần đảo Hawaii. Chuỗi được hợp thành từ hai bộ phận chính là sống núi Hawaii (Hawaiian Ridge) ở phía nam và chuỗi núi ngầm Emperor (Emperor Seamounts) ở phía bắc, trải dài từ rãnh Aleut ở tây bắc Thái Bình Dương đến núi ngầm Lōʻihi ở đông nam đảo Hawaii. Chuỗi núi ngầm Hawaii–Emperor là một ví dụ minh hoạ cho sự biến đổi dần dần từ đảo núi lửa thành các núi ngầm chóp phẳng. Điều này thể hiện rõ từ đông nam lên tây bắc, từ các núi lửa còn hoạt động như Mauna Loa ở đảo Hawaii, đi qua các tàn tích đảo núi lửa như Nihoa, Necker, qua các rạn san hô vòng như Midway, Kure đến các núi ngầm chóp phẳng Ojin và Suiko thuộc chuỗi Emperor.

## Phân vùng
Chuỗi núi ngầm Hawaii–Emperor là một chuỗi gồm ít nhất là 129 núi lửa trải dài hơn 6.000 km ở Thái Bình Dương. Chuỗi được hợp thành từ hai bộ phận chính là sống núi Hawaii (Hawaiian Ridge hay Hawaii seamount chain) ở phía nam và chuỗi núi ngầm Emperor (Emperor Seamounts, có nghĩa là "các núi ngầm Thiên Hoàng" do chúng chủ yếu được đặt tên dựa theo các Thiên hoàng Nhật Bản) ở phía bắc. Sống núi Hawaii trải dài 2.500 km từ rạn san hô vòng Kure ở cực tây bắc đến đảo Hawaii ở cực đông nam, bao gồm toàn phần hai bộ phận của quần đảo Hawaii là quần đảo Tây Bắc Hawaii và quần đảo Đông Nam Hawaii (nhóm đảo chính). Quần đảo Đông Nam Hawaii là bộ phận trẻ nhất trong rặng núi với tuổi chỉ khoảng dao động trong khoảng từ 400.000 năm  đến 5,1 triệu năm. Trong khi đó, quần đảo Tây Bắc Hawaii già hơn rất nhiều so với quần đảo Đông Nam Hawaii với độ tuổi dao động trong khoảng 7,2 triệu đến 27,7 triệu năm. Theo thời gian, các đảo núi lửa xưa kia tại đây đã xói mòn để rồi chỉ còn lại một số rạn san hô vòng và các đảo san hô hình thành tại đó. Địa hình chuỗi đảo có sự phân hoá rõ rệt. Nếu như cực tây bắc của sống núi là rạn san hô vòng chỉ cao vài mét so với mực nước biển thì cực đông nam lại toạ lạc một đảo núi lửa [đảo Hawaii] cao 3.100 m so với mặt biển, thậm chí cao đến 10.000 m nếu tính từ đáy đại dương. Đảo Hawaii trong quần đảo Đông Nam Hawaii được hợp thành từ năm ngọn núi lửa, trong đó hai ngọn còn hoạt động là Kilauea và Mauna Loa. Về phía nam của đảo là núi ngầm Lōʻihi - núi lửa duy nhất trong chuỗi đảo còn ở giai đoạn tiền khiên ngầm. Sống núi Hawaii bị đới đứt gãy địa hào Molokai nằm tuyến tính theo phương đông-tây cắt ngang đột ngột tại một điểm gần đảo Hawaii và bị hai nhánh của đới đứt gãy Murray cắt qua lần lượt ở vùng gần đảo Lisianski và rạn san hô vòng Frigate Pháp.
Về phía bắc của sống núi Hawaii là một dãy các núi dưới biển với tên gọi là chuỗi núi ngầm Emperor. Chuỗi có chiều dài 2.400 km, chiều rộng 100 km, vút cao 3–5 km từ đáy đại dương và cách mặt nước khoảng vài trăm mét. Với tuổi từ 39 đến 85 triệu năm, đây được xem là bộ phận già nhất trong toàn chuỗi núi ngầm Hawaii-Emperor. Tất cả các núi lửa xưa kia trong chuỗi đều đã xói mòn và chìm xuống biển, hoá thành các núi ngầm chóp phẳng (guyot). Chuỗi Emperor kéo dài đến tây Thái Bình Dương và chấm dứt tại đới hút chìm Kuril-Kamchatka ở biên giới Liên bang Nga.
Phần chuyển tiếp giữa chuỗi núi ngầm Emperor và sống núi Hawaii là một khúc uốn khoảng 60°Có dạng chữ L. Từ lâu người ta cho rằng khúc uốn này được tạo nên do sự đổi hướng tương đối đột ngột trong sự chuyển dịch của mảng kiến tạo. Tuy vậy, nghiên cứu vào năm 2003 cho rằng chính sự dịch chuyển của "điểm nóng" là nguyên nhân tạo thành khúc uốn kể trên.

## Hình thành

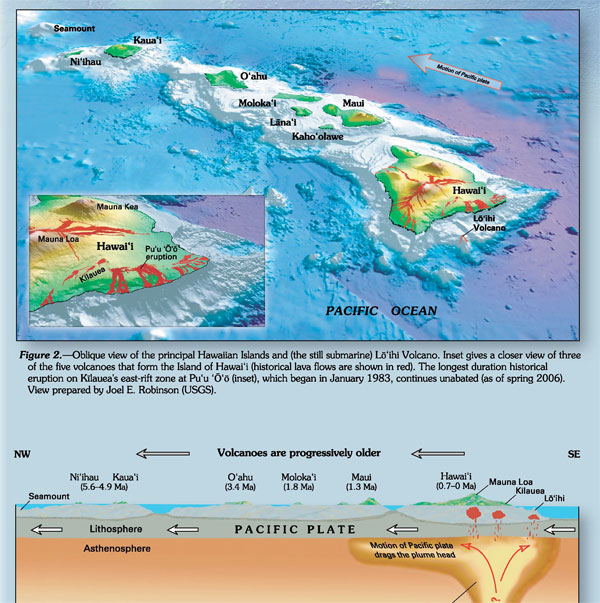
Minh hoạ cho điểm nóng ở Hawaii

Năm 1963, nhà địa chất học người Canada là John Tuzo Wilson đề xuất ý tưởng về điểm nóng để giải thích cho sự hình thành chuỗi Hawaii-Emperor. Ông cho rằng nhiệt lượng từ điểm nóng cố định nằm sâu bên dưới mảng Thái Bình Dương đã nung chảy một phần đá nằm ngay phía dưới mảng Thái Bình Dương thành những đám mácma mà sau đó sẽ phun trào khỏi đáy đại dương và tạo nên núi lửa. Cứ như thế, các núi lửa mới hình thành khi mảng Thái Bình Dương dịch chuyển liên tục phía trên điểm nóng và tạo thành một vệt dài mà người ta gọi là chuỗi núi ngầm Hawaii-Emperor. Các núi lửa sẽ ngừng hoạt động một khi đã rời khỏi điểm nóng để dịch chuyển theo mảng kiến tạo về phía bắc và dần xói mòn dưới tác động của các yếu tố khác, ví dụ như khi thạch quyển bên dưới nguội và co lại. Theo thời gian các rạn san hô vòng sẽ hình thành tại đó, để rồi cuối cùng các đảo này chìm hẳn và trở thành các núi ngầm. Cũng căn cứ vào giả thuyết về điểm nóng cố định thì sự hình thành khúc uốn hình chữ L giữa sống núi Hawaii và chuỗi núi ngầm Emperor có thể được giải thích từ sự đổi hướng dịch chuyển của mảng kiến tạo khoảng 43 triệu năm về trước.
Tuy lý thuyết về điểm nóng cố định được rất nhiều nhà địa chất chấp nhận rộng rãi (Best, 2009)
nhưng một số nghiên cứu đưa ra bằng chứng về sự dịch chuyển của điểm nóng ở Hawaii. Các quan sát cổ từ tính chỉ ra rằng điểm nóng đã dịch chuyển nhanh về phía nam khi chuỗi Emperor hình thành và có thể đã gần như cố định kể từ lúc đó (Sharp & Clague, 2006). Mức độ dịch chuyển có thể vào khoảng 5 độ vĩ tuyến (Vandamme & Courtillot, 1990). Tarduno & ctg (2003) cũng viện dẫn các dữ liệu để kết luận rằng sự lệch phương của chuỗi Emperor so với sống núi Hawaii là do chùm manti của điểm nóng Hawaii dịch chuyển nhanh (cỡ 40 mm/năm) trong giai đoạn Creta muộn đến Đệ tam sớm (81-47 triệu năm về trước). Như vậy, sự thay đổi lớn về hướng dịch chuyển của mảng Thái Bình Dương có thể không phải là lời giải thích cho sự hình thành của khúc uốn hình chữ L giữa chuỗi núi ngầm Emperor và sống núi Hawaii như người ta từng nghĩ.